# Los nuestros (serie de televisión española)
Los nuestros es una serie de televisión de acción, suspense y drama española, producida por Mediaset España en colaboración con Multipark Ficción (en su primera temporada) y Melodía Producciones (en la actualidad) para su emisión en Telecinco. La primera entrega se emitió del 2 al 16 de marzo de 2015 y la protagonizaron Hugo Silva, Blanca Suárez, Luis Fernández "Perla", Antonio Velázquez y Álvaro Cervantes, entre otros.
Tras la finalización de esta, en diciembre de 2015 se anunció que Mediaset España ya se encontraba preparando una segunda temporada en la que repetiría Blanca Suárez y se estrenaría durante el primer trimestre de 2017, pero la producción se fue posponiendo hasta 2018, contando, al final, con Paula Echevarría y Rodolfo Sancho como protagonistas. La segunda temporada de la serie se estrenó el 16 de enero de 2019 y acabó el 30 de enero.

## Sinopsis

### Primera temporada
Alberto Sánchez (Hugo Silva), carismático mando del GOE del Ejército Español, e Isabel Santana (Blanca Suárez), experta francotiradora de los GOE, se reencuentran tras poner fin a un apasionado y tormentoso romance poco antes de que les asignen una nueva y arriesgada misión: llevar a cabo una operación relámpago de evacuación de no-combatientes en África Occidental. Junto a un reducido grupo de efectivos militares, formarán parte de un operativo especial de los Boinas Verdes, la unidad más dura, aguerrida y disciplinada del Ejército de Tierra, que se adentrará en Malí para localizar y poner a salvo a dos compatriotas, los dos niños españoles que han sido secuestrados. Sus captores no son delincuentes comunes; son terroristas yihadistas.
El operativo, ordenado por el Gobierno español y formado por doce hombres y una mujer, se traslada urgentemente hasta la Base Militar Internacional de Malí para partir en busca de los secuestradores, que se han adentrado en la peligrosa y desértica zona de El Sahel, al sur del Sáhara. Trabajar en equipo y a contrarreloj mientras afrontan condiciones adversas será clave en esta operación en la que cualquier error podría conllevar la muerte de los pequeños y la de los propios militares.

### Segunda temporada
Tras participar en una operación fallida en el corazón de Asia para tratar de recuperar una carga de Cesio-137 en manos del Estado Islámico y que se salda con la muerte de Anusha una joven confidente, Martina Ibáñez (Paula Echevarría), sargento primero de la Brigada Paracaidista, se ofrece voluntaria para colaborar en otra arriesgada misión: servir de apoyo en la búsqueda del cesio en Siria, infiltrada como asesora de la sección femenina de los Peshmergas kurdos.
Carlos Román (Rodolfo Sancho), agente de la Inteligencia española, colaborará en esta acción militar comandada por la teniente coronel Iborra (Elvira Mínguez) y a medida que vaya conociendo a la sargento Ibáñez, se sentirá cada vez más atraído por ella. Adentrarse en el corazón de Raqqa para rescatar a Montse (Aida Folch), una civil captada por el Estado Islámico que posee información clave para localizar la carga del cesio que podría ser utilizada para atentar en Europa, será la única opción de ‘los nuestros’ en esta audaz y peligrosa operación en territorio hostil.

## Reparto

### Primera temporada

#### Reparto principal
- Hugo Silva - Capitán Alberto Sánchez
- Blanca Suárez - Isabel Santana
- Antonio Velázquez - Iván Martín
- Álvaro Cervantes - Tony Serra †
- Luis Fernández "Perla" - Daniel Solá
- Andros Perugorría - Ernesto Lafuente "Wifi"
- Eduardo Lloveras - Miguel Ruíz
- Sergio Torrico - Jony García
- Raúl del Pozo - Mario
- Arlen Garmade - Alejandra
- Hamid Krim - Rashid Ali †
- Marina Salas - Desirée "Desi" Sánchez Rodríguez
- Gorka Lasaosa - Chinarro "Chino"

Con la colaboración especial de
- Tristán Ulloa - Iñaki
- Laia Marull - Montse
- Mónica López - Alicia, esposa del embajador español
- Francesc Garrido - Embajador español en Malí
- Daniel Grao - Comandante Torres
- Pedro Casablanc - Coronel Villegas

#### Reparto recurrente
- Jorge Anegon - Martín
- Ali El Haziz - Hassan
- Marta Nieto - Marta (Episodio 1)
- Chanel Terrero - Gloria (Episodio 1; Episodio 3)
- Iria del Río - Carmen (Episodio 1; Episodio 3)
- Nasser Saleh - Musulmán (Episodio 3)

### Segunda temporada

#### Reparto principal
- Rodolfo Sancho - Carlos Román
- Paula Echevarría - Sargento Martina Ibáñez Hacha
- Aida Folch - Montserrat "Montse" Ferrer
- Carles Francino - Teniente Lucas Carvajal (Episodio 4; Episodio 6)
- Michelle Calvó - Elena Ferrer "Sarah Ferrer"
- Joel Bosqued - Tomás Ripoll † (Episodio 4; Episodio 6)
- Loreto Mauleón - Aissa Al-Andalus Illa †
- Mateo Conde - Cabo Javier Ariza (Episodio 4; Episodio 6)
- David Castillo - Cabo Ray Izquierdo (Episodio 4; Episodio 6)
- Daniel Ibáñez - Sargento Hugo Llamas (Episodio 4; Episodio 6)
- Gonzalo Kindelán - Cabo Leo Gil del Casar (Episodio 4; Episodio 6)
- Abdelatif Hwidar - El Faruh †
- Samy Khalil - Mohamed †

Con la colaboración especial de
- Francesco Arca - Samir
- Stany Coppet - Idris †
- Elvira Mínguez - Teniente Coronel Iborra
- Manuel Bandera - General Gamón
- Marcial Álvarez - Miguel Ferrer

#### Reparto recurrente
- José Lamuño - Cayetano (Episodio 4; Episodio 6)
- Javier Collado - Manuel † (Episodio 4)
- Jaime Olías - José Cardoso (Episodio 5 - Episodio 6)
- Fariba Sheikhan - Kurda inglesa (Episodio 5)
- Moussa Echarif - Chamal † (Episodio 4 - Episodio 5)
- Miguel Hermoso - Alonso (Episodio 6)

## Equipo técnico
- Creada por: Rocío Martínez y Juan Carlos Cueto

### Primera temporada
- Producción ejecutiva: Pepa Sánchez-Biezma (Telecinco); Tedy Villaba, Rocío Martínez y Juan Carlos Cueto (Multipark Ficción)
- Producción delegada: Juan Carlos Gil del Casar
- Director: Salvador Calvo
- Argumentos: Rocío Martínez, Juan Carlos Cueto, Pablo Tébar y Alberto Manzano
- Guionista: Alejandro Hernández
- Director de producción: David Jareño
- Directoras de casting: Carmen Utrilla y Marga Rodríguez
- Director de fotografía: Jhonny Yebra
- Director de arte: Manuel Ludeña
- Diseño de vestuario: Patricia Monné
- Maquillaje y caracterización: Elena Cuevas y Ana Honrubia
- Música: Víctor Reyes

### Segunda temporada
- Producción ejecutiva: Arantxa Écija (Mediaset España); Frank Ariza, Álvaro Ariza y Pepa Sánchez-Biezma (Melodía Producciones)
- Producción delegada: Juan Carlos Gil del Casar
- Director: Joaquín Llamas
- Argumentos: Alejandro Hernández, Rocío Martínez y Juan Carlos Cueto
- Guionista: Alejandro Hernández
- Director de producción: Pepe Ripoll
- Directora de casting: Juana Martínez
- Director de fotografía: Óscar Montesinos
- Director de arte: Carlos Dorremochea
- Diseño de vestuario: Santiago Tello Pino
- Maquillaje y caracterización: Alicia de la Rosa
- Música: Manuel Villalta

## Episodios y audiencias
| N.º temporada | N.º temporada | Episodios | Estreno             | Final               | Audiencia media | Audiencia media | Audiencia media |
| N.º temporada | N.º temporada | Episodios | Estreno             | Final               | Espectadores    | Cuota           |                 |
| ------------- | ------------- | --------- | ------------------- | ------------------- | --------------- | --------------- | --------------- |
|               | 1             | 3         | 2 de marzo de 2015  | 16 de marzo de 2015 | 3 649 000       | 19,6%           |                 |
|               | 2             | 3         | 16 de enero de 2019 | 30 de enero de 2019 | 1 329 000       | 9,9%            |                 |

### Primera temporada (2015)
| N.º Episodio | Título                     | Fecha de emisión    | Director(es)   | Guionista(s)        | Audiencia         |
| ------------ | -------------------------- | ------------------- | -------------- | ------------------- | ----------------- |
| 1            | «Bandera blanca»           | 2 de marzo de 2015  | Salvador Calvo | Alejandro Hernández | 3 951 000 (20,7%) |
| 2            | «Camino hacia la libertad» | 9 de marzo de 2015  | Salvador Calvo | Alejandro Hernández | 3 477 000 (18,9%) |
| 3            | «Huida sin abismos»        | 16 de marzo de 2015 | Salvador Calvo | Alejandro Hernández | 3 519 000 (19,1%) |

### Segunda temporada (2019)
| N.º Episodio | Título                 | Fecha de emisión    | Director(es)   | Guionista(s)        | Audiencia         |
| ------------ | ---------------------- | ------------------- | -------------- | ------------------- | ----------------- |
| 1            | «Promesas en la arena» | 16 de enero de 2019 | Joaquín Llamas | Alejandro Hernández | 1 515 000 (10,2%) |
| 2            | «Vuelo libre»          | 23 de enero de 2019 | Joaquín Llamas | Alejandro Hernández | 1 194 000 (9,4%)  |
| 3            | «A cualquier destino»  | 30 de enero de 2019 | Joaquín Llamas | Alejandro Hernández | 1 275 000 (10,2%) |

### Evolución de audiencias
| Temporada | Temporada | Episodio número | Episodio número | Episodio número |
| Temporada | Temporada | 1               | 2               | 3               |
| --------- | --------- | --------------- | --------------- | --------------- |
|           | 1         | 3.951           | 3.477           | 3.519           |
|           | 2         | 1.515           | 1.194           | 1.275           |

### Especiales derivados de la serie

#### Primera temporada
| N.º Episodio | Título                        | Fecha de emisión    | Audiencia | Cuota |
| ------------ | ----------------------------- | ------------------- | --------- | ----- |
| 1            | «24 horas con 'Los Nuestros'» | 2 de marzo de 2015  | 1 379 000 | 14,6% |
| 2            | «'Los Nuestros' en acción»    | 9 de marzo de 2015  | 877 000   | 11,1% |
| 3            | «'Los Nuestros' en Malí»      | 16 de marzo de 2015 | 1 024 000 | 12,0% |

#### Segunda temporada
| N.º Episodio | Título                 | Fecha de emisión    | Audiencia | Cuota |
| ------------ | ---------------------- | ------------------- | --------- | ----- |
| 1            | «La mujer y la guerra» | 16 de enero de 2019 | 511 000   | 7,3%  |

## Emisión internacional
En Francia, la primera temporada de la serie fue emitida el 26 de agosto de 2015 en la cadena M6 como una única película de cuatro horas, bajo el nombre de Les otages du désert. A diferencia de su éxito en España, los resultados de la entonces miniserie en Francia fueron más discretos: la primera parte fue vista por 1.46 millones de espectadores y obtuvo un 6.7% de share, el segundo capítulo fue visto por 1.32 millones de espectadores y obtuvo un 8.7% de share, y el último capítulo fue visto por 992.000 espectadores y obtuvo un 13.3%. La media total de la serie en Francia es de 959.733 espectadores y un 9,6% de share. En Italia, la primera temporada se transmite en La5 bajo el título de Terre di Confine.